# Gekko intermedium
Gekko intermedium is een hagedis uit de infraorde gekko's (Gekkota) en de familie Gekkonidae.

## Naam en indeling
De wetenschappelijke naam van de soort werd voor het eerst voorgesteld door Edward Harrison Taylor in 1915. Oorspronkelijk werd de wetenschappelijke naam Ptychozoon intermedium gebruikt. De soort behoorde lange tijd tot het geslacht Ptychozoon en in veel literatuur wordt de verouderde wetenschappelijke naam gebruikt. Dit geslacht wordt echter niet meer erkend op basis van een publicatie van Perry L. Wood Jr., Xianguang Guo, Scott L. Travers, Yong-Chao Su, Karen V. Olson, Aaron M. Bauer, L. Lee Grismer, Cameron D. Siler, Robert G. Moyle, Michael J. Andersen en Rafe M. Brown in 2019.
De soortaanduiding intermedium betekent vrij vertaald 'tussenvorm'.

## Verspreiding en habitat

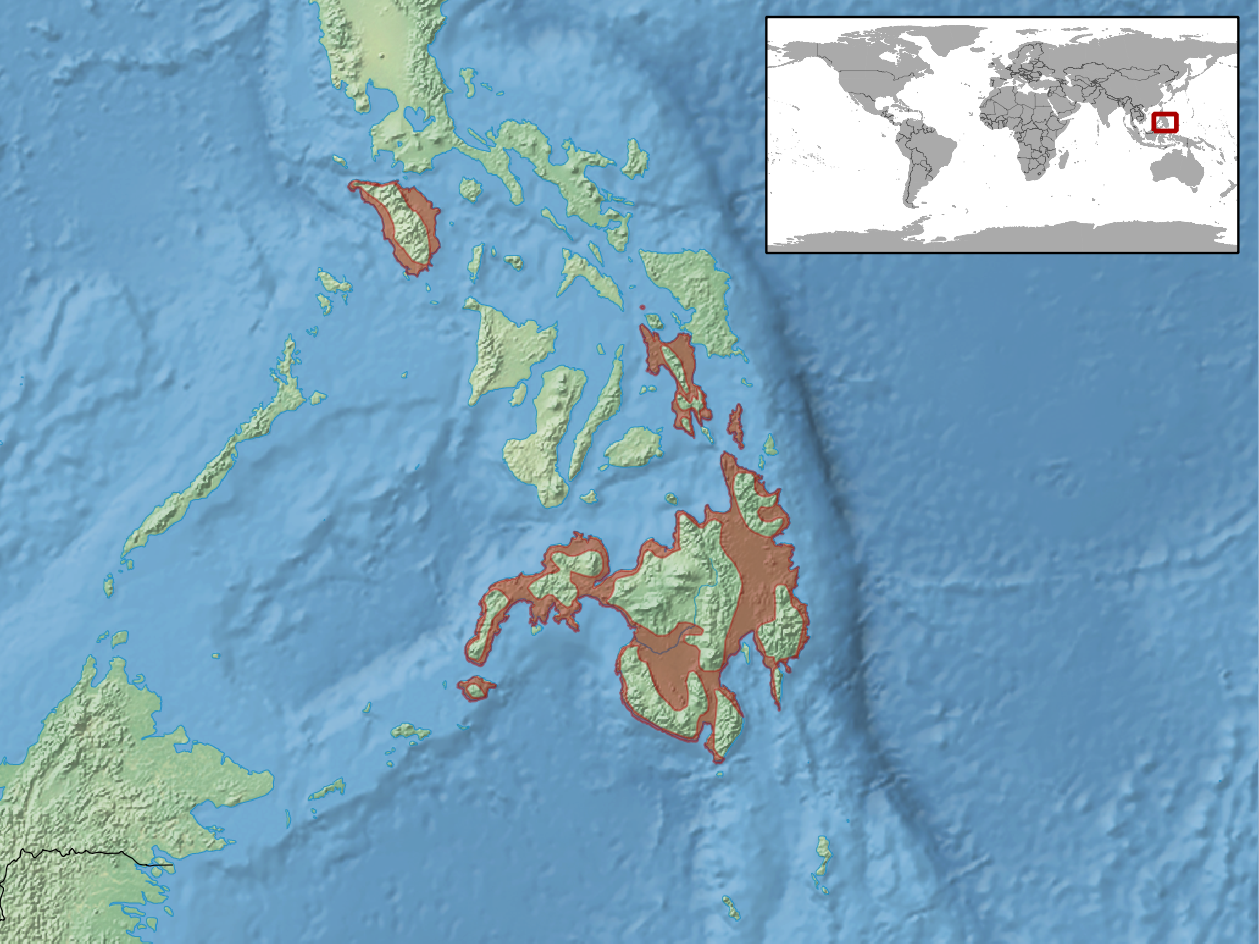
Verspreidingsgebied in het rood.

De soort komt endemisch voor op de Filipijnen en is hier alleen te vinden op de eilanden Dinagat, Leyte, Maripipi en Mindanao. De habitat bestaat uit vochtige tropische en subtropische laaglandbossen. Ook in door de mens aangepaste streken zoals plantages kan de hagedis worden gevonden. De soort is aangetroffen van zeeniveau tot op een hoogte van ongeveer 300 meter boven zeeniveau.

## Uiterlijke kenmerken
Alle Ptychzoon-soorten worden wel vliegende gekko's genoemd en hebben bruine kleuren met grillige lichte en donkere tekeningen. Net als een kameleon kan de gekko zijn kleuren en patronen veranderen. Alle soorten hebben een afgeplatte staart met vele huidflapjes aan de zijkanten en huidflappen in de flanken en achter de dijen, die uitrollen bij een sprong. Hierdoor kan de hagedis een stukje zweven, maar vliegen in de zin van opstijgen kan hij niet. De Engelse naam parachute-gekko's is meer toepasselijk.
Verschillen met andere soorten zijn met name te zien in de schubben- bultjes- en huidflapjesstructuur van het lichaam. Veel kenmerken van P. intermedium, zoals de breedte van de staartpunt en de structuur van kleine bultjes op de rug, vallen echter precies tussen die van andere soorten in. Omdat de gekko als enige Ptychozoon-soort op de Filipijnen voorkomt en tevens endemisch is, zijn uit de natuur verkregen dieren makkelijk op naam te brengen. De lichaamslengte is rond de 10 centimeter met een ongeveer even lange staart, de soort blijft iets kleiner dan de vliegende gekko (Gekko kuhli), een soort die weleens in gevangenschap wordt gehouden en waarover wat meer bekend is.

## Levenswijze
Het is een boombewonende hagedis die zich overdag schuilhoudt op de bast, waar zijn grillige kleuren en met name vormen sterk op zijn aangepast. 's Nachts jaagt het dier op insecten en andere ongewervelden.

## Beschermingsstatus
Door de internationale natuurbeschermingsorganisatie IUCN is de beschermingsstatus 'niet bedreigd' toegewezen (Least Concern of LC).